# Восстание махдистов
Восста́ние махди́стов — восстание в Судане, которое возглавил Мухаммад Ахмад, объявивший себя «Махди» (мессией).

## Причины и ход восстания
После завоевания Мухаммедом Али в 1819 году Судан управлялся египетской администрацией. Во второй половине XIX века в Судане усилилось влияние Великобритании. Генерал-губернатором Судана египетский хедив назначил англичанина — генерала Чарльза Джорджа Гордона.
Религиозный лидер Мухаммад Ахмад (Мухаммад ибн Абдалла) в 1881 году объявил себя «Махди» и возглавил восстание против турецко-египетского чиновничества. Махди провозгласил отмену налогов и начал собирать армию для священной войны (джихада) против турок и египтян. Он попытался объединить племена западного и центрального Судана.
В мае 1881 года египетские власти вызвали Мухаммада Ахмада в Хартум для объяснений, но он отказался подчиниться. Генерал-губернатор Судана Рауф-Паша (египтянин) не воспринял всерьёз информацию о «Махди» и отправил на подавление бунта всего две роты солдат. 11 августа роты высадились на остров Абба, где предположительно находился «Махди», двигаясь с разных сторон, ночью наткнулись друг на друга и, решив, что это противник, начали сражаться между собой. Махдисты, не имевшие огнестрельного оружия, скрывались до наступления темноты, а подоспевший вскоре отряд Абдаллы застал египетский отряд врасплох и полностью разгромил. Этот успех поднял боевой дух восставших и увеличил количество их сторонников.
Опасаясь дальнейших преследований со стороны египетских властей, Мухаммад Ахмад и часть его сторонников (ансаров) направились в Кордофан, где в 1881 году заняли ряд городов; по пути к ним присоединялось множество последователей, среди которых были крестьяне, кочевники, ремесленники и беглые рабы. Деятельность Махди была поддержана частью вождей суданских племён, а также арабских работорговцев, недовольных тем, что египетские власти по требованию Британии запретили работорговлю. К сентябрю 1882 года под контролем англо-египетских войск в этой области Судана остались города Бира и Эль-Обейд, но и они сдались махдистам в начале 1883 года.
Постепенно восстание перебросилось в провинции Дарфур, Экватория и Бахр-эль-Газаль. После разгрома 8-тысячного отряда египтян в Шейкане, махдисты завоевали Дарфур. Рауф-Паша, не сделав никаких выводов, направил на подавление восстания 4 тысячи бойцов под командованием Юсефа-Паши, мудира (правителя) Фашоды (Кодока) в Джебель-Кадире. Но египетская армия не учла особенности боевых действий в пустыне, а армия Мухаммеда тактически грамотно уходила от сражения, периодически тревожа Юсефа-Пашу мелкими нападениями. Оставшись без питьевой воды, правительственные войска были разгромлены. Египетский отряд, отправленный из Фашоды, попал в засаду и был перерезан в ночь на 9 декабря 1881 года. Повстанцы захватили огромные запасы оружия и боеприпасов, военной одежды и других предметов снабжения.
Победа над Юсефом-Пашой вызвала всеобщее восстание. Теперь всё население Судана признало Мухаммеда «Махди», и власть Египта была свергнута. Потеря Египтом Судана, а также некоторые разногласия с Великобританией, стали причиной военного конфликта между ними. Египет ставил свои условия о прохождении Суэцкого канала британскими кораблями, которые не устраивали британскую королеву. Довольно быстро Египет был оккупирован и превратился в английский протекторат.
Махди также легитимизировал своё движение, проводя преднамеренные параллели с жизнью пророка Мухаммеда. Он назвал своих последователей ансарами в честь людей, которые приветствовали Пророка в Медине, и он назвал своё бегство из англичан хиджрой по аналогии бегства Пророка из курайшитов. Махди также назначил командующих представлять трех из четырёх праведных халифов; Например, он объявил, что Абдуллах ибн Мухаммад, его возможный преемник, представлял преемника (халифа) Пророка Абу Бакра ас-Сидика.
В феврале 1883 года повстанцы заняли Эль-Обейд — административный центр провинции Кордофан.
К осени 1883 года в Хартуме сосредоточилась египетская экспедиционная армия под командованием британского генерала Уильяма Хикса — 7000 человек пехоты, 900 кавалерии, наполовину иррегулярной (башибузуки), 14 единиц артиллерии, корпус сопровождали 2000 носильщиков. Несмотря на недовольство Хикса своими египетскими солдатами, которые были плохо обучены и плохо мотивированы, генерал был вынужден идти в бой. По словам Уинстона Черчилля, армия генерала Хикса «возможно, худшая армия, которая когда-либо шла на войну» — не получающая плату, неподготовленная и недисциплинированная, её солдаты имеют больше общего со своими врагами, чем со своими офицерами. В ноябре 1883 года около Эль-Обейда плохо вооружённые ансары разгромили войска Хикса. В сражении выжило только около 500 египтян.
В декабре 1883 года капитулировал бывший австрийский офицер — Слатин-паша, который был ответственным за оборону Дарджура. В марте-апреле 1884 года произошли восстания областей Бербера и Донгола.

## Генерал Гордон
Египетские власти решили собрать новые силы против махдистов, но британцы их отговорили. Было решено предоставить Судан самому себе. 8 января 1884 года британские власти предложили возглавить операцию по эвакуации египтян, осаждённых в Хартуме, генералу Гордону. По прибытии в Хартум Гордон 18 февраля 1884 года выдвинул перед Махди идею освободить пленников в обмен на признание его правителем Кордофана, разрешение работорговли и установление с ним торговых отношений. Махди отказался принять предложение Гордона и 22 августа двинул войска на Хартум.
На востоке Судана, у побережья Красного моря, египетское правительство пыталось покончить с другим очагом восстания — войском, которое собрал Осман Динья, провозгласивший себя последователем Махди. Он осадил город Токар. Для деблокады города выступил отряд в 3500 египетских солдат под командованием британского офицера Валентина Бейкера. Динья всего лишь с тысячей повстанцев внезапно атаковал его 4 февраля 1884 года и полностью разгромил. Вскоре он взял и Токар, вырезав его гарнизон.
В ответ британцы спешно сформировали экспедиционный корпус, состоявший исключительно из британских войск под командованием генерала Джеральда Грэма. 29 февраля 1884 года Грэм сразился с махдистами при Эль-Тебе. Результатом сражения было полное поражение махдистов.
Несмотря на победу при Эль-Теб, Грэм понимал, что силы Диньи были ещё далеко не разгромлены, и махдисты пользовались широкой поддержкой среди местного населения. Вторая экспедиция Грэма вышла из Суакина 10 марта 1884 г. для того, чтобы разбить махдистов окончательно. 13 марта произошло сражение при Томаи, в котором британцы победили, хотя и понесли большие потери. Британцы надеялись, что это поражение нанесёт серьёзный удар по престижу Диньи. Однако этого не произошло, и когда войска Грэма покинули Судан, он постепенно восстановил своё влияние.
Гордон сумел организовать оборону Хартума, осаждённого махдистами с октября, но не получил вовремя подкреплений из Великобритании и от Эмин-паши.
Под давлением общественного мнения британские власти решили направить экспедицию для деблокады Хартума. Командование её было поручено генералу Гарнету Вулзли. Экспедиционный корпус Вулзли составлял поначалу лишь 1100 человек верхом на верблюдах. 30 декабря 1884 года он предпринял марш на Хартум, но продвигался чрезвычайно медленно, чему в немалой степени способствовал разлив Нила. По ходу марша отряд увеличился ещё на 800 прибывшего подкрепления. 17 января 1885 года у колодцев Абу-Клеа британцев встретило войско махдистов. Произошло сражение. Британцы победили, но их потери составили почти половину всего экспедиционного корпуса.
В ночь с 25 на 26 января 1885 года Хартум был взят штурмом махдистами. Когда, наконец, британские войска («Нильская экспедиция») приблизились к Хартуму, чтобы спасти Гордона, город после десятимесячной осады был уже взят, а Гордон убит на ступенях своего дворца и обезглавлен. Поредевший экспедиционный корпус Вулзли вернулся обратно, вынужденный утопить в Ниле с таким трудом доставленные и накопленные припасы.

## Завершение восстания
В марте 1885 года британцы вновь направили войска под командованием Грэма из Суакина против сил Диньи. 22 марта 1885 года произошло сражение при Тофрек, в котором махдисты были разбиты. Но после этого до 1898 года британцы не предпринимали никаких действий против махдистов.
Мухаммад Ахмад установил свою столицу в Омдурмане. К лету 1885 года в его руках оказалась почти вся страна, за исключением порта Суакин на Красном море и Вади-Хальфа на севере.
Установленный Мухаммадом Ахмадом режим (Махдийя) основывался на традиционных исламских законах и шариатских судах. В формулу веры (шахаду) была включена вера в Махди и объявление Мухаммада Ахмада «наместником пророка» и «мессией» (Махди Аллаха). Паломничество в Мекку (хадж) было заменено участием в священной войне (джихадом). Обязательная милостыня (закят) превратилась в государственный налог. Рыхлая конфедерация суданских княжеств и племён превращалась в централизованное теократическое государство во главе с племенной знатью.
В июне 1885 года Мухаммад Ахмад умер от тифа. Основанное им государство простиралось от берегов Красного моря до Центральной Африки.
Острая борьба за власть между заместителями Мухаммада Ахмада привела к тому, что махдистское государство возглавил Абдуллах ибн Мухаммад ат-Таиша, который принял титул халифа. Халиф отстранил многих учеников Махди и членов его семьи, завершив создание режима, опирающегося на новую феодальную знать.
После смерти основателя махдистское государство продержалось ещё полтора десятка лет. Абдуллах значительно укрепил махдистское государство, ему удалось ликвидировать сепаратизм отдельных племенных вождей, наладить производство оружия и создать сильную армию. Прежние лозунги равенства всех «перед лицом Аллаха» были забыты.
Армия махдистов была разделена на отряды от 800 до 1200 человек. Каждое подразделение состояло из трех боевых подразделений, копейщиков, стрелков и всадников, а также административного подразделения. В начале восстания почти все махдисты были вооружены только длинными копьями с широкими лезвиями, мечами и кинжалами. В ходе этих кампаний около 21 000 винтовок были захвачены у египетской армии. В конце концов, у армии махдистов было одиннадцать шестипушечных артиллерийских батарей, 156 артиллеристов прошли обучение в египетской армии.
В примерно 1896 году в состав армии входило:
- Омдурман: 15 000 стрелков, 45 000 копейщиков, 3500 кавалеристов, 46 пушек;
- Граница Египта: 4600 стрелков, 8000 копейщиков, 1200 кавалеристов, 18 пушек;
- Восточный Судан: 6900 стрелков, 1100 копейщиков, 2150 кавалеристов, 4 пушки;
- Западный Судан: 6000 стрелков, 2500 копейщиков, 350 кавалеристов, 4 пушки;
- Южный Судан: 1800 стрелков, 4500 копейщиков, 3 пушки[10].

Губернатором Экваториальной провинции Судана был немец Эдуард Шницер, известный как Эмин-паша. Из-за восстания махдистов администрация Эмин-паши оказалась отрезанной от внешнего мира. Связь с Европой осуществлялась через В. В. Юнкера. Экспедиции под руководством Генри Мортона Стэнли, отправленной в 1886 году ему на помощь, удалось 4 декабря 1889 года соединиться с отрядом Эмин-паши в Кингани на берегу озера Альберта.
Для борьбы с Абдуллахом Великобритания организовала блокаду морского побережья Судана, спровоцировав в 1885 году войну Эфиопии против махдистского Судана, истощавшую оба государства. В 1887 году суданские отряды взяли и разграбили Гондэр, а в марте 1889 года у Метеммы разгромили силы эфиопов и убили в бою негуса Йоханныса IV.
В то же время атаки против бельгийцев в Конго и итальянцев в Эритрее (Первая битва при Агордате, битва при Серобети) не принесли Абдуллаху успеха.
В марте 1896 года англо-египетские войска под командованием Герберта Китченера начали наступление на махдистский Судан. Китченер вёл кампанию медленно и методично, строя на пути движения войск склады и укрепления для защиты своих коммуникаций. Река Нил использовалась как главная транспортная артерия, именно по нему доставлялась большая часть всего необходимого. Главная сила Китченера, так называемая «речная колонна», продвигалась вдоль Нила. Она состояла из египетской пехотной дивизии под командованием Хантера и состояла 7000 солдат. Второе соединение, т. н. «пустынная колонна», прошла через пустыню и насчитывала 2100 человек.
Штурм Фиркета стал первым серьёзным боем Китченера с махдистами. Вскоре британцы столкнулись с проблемой — Нил имеет пороги, через которые трудно переправляться. Тогда Китченер, чтобы обойти участок реки с порогами, решил построить железную дорогу. В это время экспедиционные силы страдали от тяжелой эпидемии холеры. В общей сложности 235 человек умерли от холеры во время экспедиции Донгола. Для успеха в кампании Китченеру и Хантеру были присвоены звания генерал-майора. Построенная железнодорожная ветка дала большое преимущество при наступлении на Донголу в сентябре 1896 года. Винтовки и пушки современной армии англичан не оставили суданцам ни единого шанса. Город был взят.
В марте 1898 года Китченер начал финальное наступление. Только в апреле произошло первое крупное столкновение с махдистами на притоке Нила — Атбаре, в котором махдисты были разбиты.
В начале сентября 1898 года махдистское государство в битве при Омдурмане потеряло половину из 50-тысячной армии и было разгромлено англо-египетскими войсками во главе с генералом Китченером. Государство, созданное Мухаммадом Ахмадом, было уничтожено, его прах был извлечён из мавзолея в Омдурмане и сожжён в топке парохода. Отрубленную голову Махди лорд привёз в Англию в ёмкости с керосином. Бернард Шоу сравнивал это с надругательством над останками Кромвеля при Стюартах.
Потерпев поражение от англичан, Абдуллах развернул в Судане партизанскую войну, но был убит в провинции Кордофан в конце 1899 года в сражении при Умм-Дивайкарат.

## В литературе
- «В дебрях Африки» — роман Генрика Сенкевича.
- «Свет погас» — роман Редьярда Киплинга.
- Фуззи-Вуззи — известное стихотворение Редьярда Киплинга.
- «Речная война» — книга Уинстона Черчилля, который участвовал в подавлении восстания
- «Четыре пера» — приключенческий роман Альфреда Мейсона (1902)
- «Триумф Солнца» — историко-приключенческий роман Уилбура Смита

## В кино
- «Четыре пера» (The Four Feathers) — режиссёр Золтан Корда (Великобритания, 1939).
- «Четыре пера» (The Four Feathers) — режиссёр Шекхар Капур (США, 2002).
- «Восточный Судан»[англ.] (East of Sudan) — режиссёр Натан Юран (Великобритания, 1964).
- «Хартум» (Khartoum) — режиссёр Бэзил Дирден (Великобритания, 1966).
- «В пустыне и джунглях» — режиссёр Владислав Слесицкий (Польша, 1973).

## Комментарии
1. ↑  В Великобритании эта война также называется Суданской кампанией. Кроме того, встречаются названия Война махдистов, Англо-суданская война и Суданское восстание махдистов